# Universität Zadar
Die Universität Zadar (kroatisch Sveučilište u Zadru, lateinisch Universitas Studiorum Jadertina) ist eine 2003 gegründete staatliche Universität in der kroatischen Stadt Zadar. Die Universität ist Mitglied im Netzwerk der Balkan-Universitäten.

## Geschichte

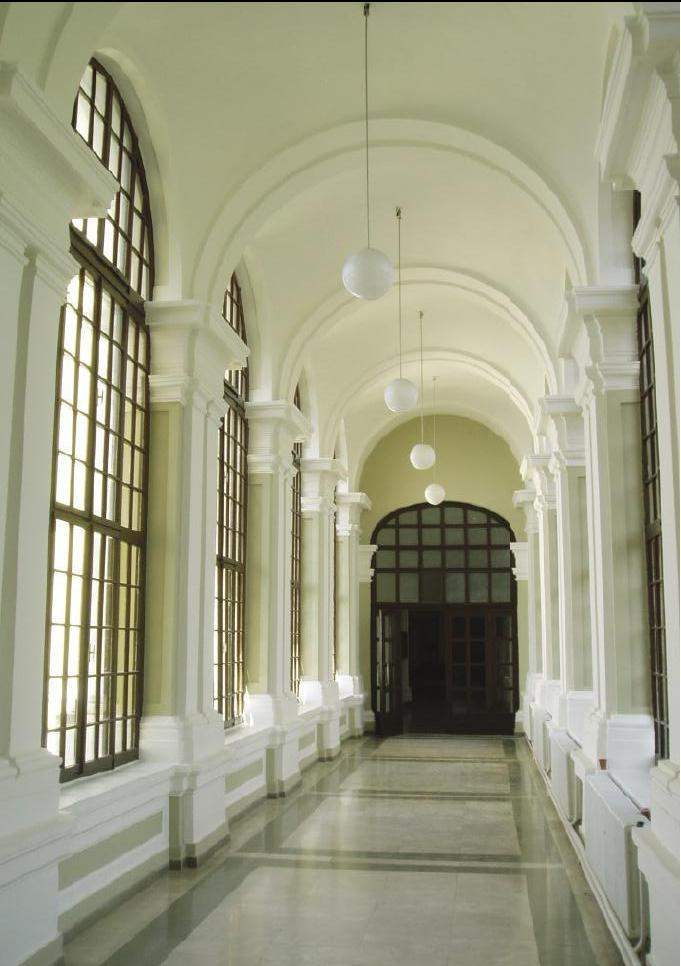
Im Altbau der Universität

Angaben einiger Autoren zufolge unterhielten die Dominikaner in Zadar seit 1396 ein studium generale zur Unterrichtung in Theologie, das 1553 das Recht zur Verleihung akademischer Grade erhielt. 1806/07 ersetzten die napoleonischen Behörden die im Sprachgebrauch der Dominikaner so genannte Universitas Jadertina durch ein Lycée. In mehreren internationalen Standardwerken zur europäischen Universitätsgeschichte findet sich jedoch eine Bildungseinrichtung von Universitätsrang mit Sitz in Zadar nirgendwo aufgelistet.
Erwähnenswert ist die 1955 gegründete Philosophische Fakultät, die damals einzige Hochschuleinrichtung im modernen Kroatien außerhalb von Zagreb. Gründungsdatum wurde der 29. Januar 2003; die erste Universitätssenatssitzung fand am 25. März statt, fortan bekannt als Universitätstag (Dies Academicus).

## Fachabteilungen
Die Universität gliedert sich in 21 Abteilungen:
- Abteilung Anglistik
- Abteilung Archäologie
- Abteilung Bibliothekswesen
- Abteilung Ethnologie und sozialkulturelle Anthropologie
- Abteilung Frankoromanistik
- Abteilung Geographie
- Abteilung Germanistik
- Abteilung Geschichte
- Abteilung Informations- und Kommunikationswissenschaften
- Abteilung Italianistik
- Abteilung Klassische Philologie
- Abteilung Kroatistik und Slawistik
- Abteilung Kunstgeschichte
- Abteilung Linguistik
- Abteilung Maritime Angelegenheiten und Seeverkehr
- Abteilung Mediterrane Aquakultur
- Abteilung Pädagogik
- Abteilung Philosophie
- Abteilung Psychologie
- Abteilung Schul- und Grundschulpädagogik
- Abteilung Soziologie
- Abteilung Wirtschaftswissenschaften

## Einrichtungen

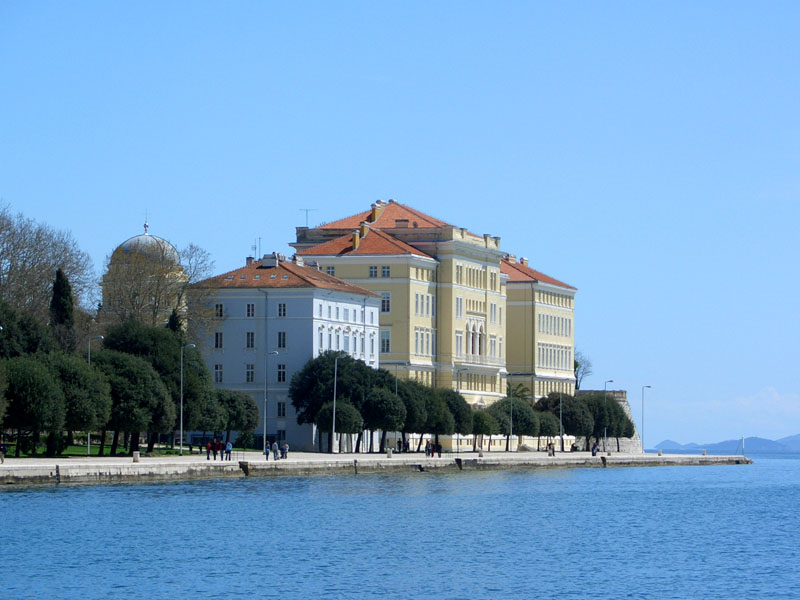
Hauptgebäude in der Altstadt

Der Hochschulbetrieb konzentriert sich auf zwei Orte:
- ein «Alter Campus», in einem barocken Gebäude in der Altstadt von Zadar (Adresse: Mihovila Pavlinovića bb) und
- ein «Neuer Campus» (Adresse: dr. Franje Tuđmana 24i).

Neben der Universität gibt es in Zadar auch noch die Marinehochschule Zadar und eine Lehrerhochschule.